# Barnabás Varga
Barnabás Varga (* 25. Oktober 1994 in Szombathely) ist ein ungarischer Fußballspieler.

## Karriere

### Verein
Varga begann seine Karriere in seiner Heimatstadt bei Haladás Szombathely. Zur Saison 2010/11 wechselte er zum österreichischen Viertligisten SV Eberau. Mit Eberau musste er in jener Saison in die fünftklassige II. Liga Süd absteigen. In der Saison 2013/14 konnte man wieder in die Landesliga Burgenland aufsteigen. Eberau konnte in der Saison 2015/16 Meister der Burgenlandliga werden, verzichtete jedoch auf den Aufstieg in die Regionalliga Ost.
Zur Saison 2016/17 wechselte er zu den Amateuren der SV Mattersburg. Im September 2016 debütierte er für die Profis der Mattersburger in der Bundesliga, als er am neunten Spieltag gegen die SV Ried in der Startelf aufgeboten wurde.
Im Januar 2019 wechselte er zum Zweitligisten SV Lafnitz. Für Lafnitz absolvierte er 29 Spiele in der 2. Liga, in denen er elf Tore erzielte. Nach neuneinhalb Jahren in Österreich kehrte Varga im Januar 2020 nach Ungarn zurück und wechselte zum Zweitligisten Gyirmót SE, bei dem er einen bis Juni 2022 laufenden Vertrag erhielt.
Zur Saison 2022/23 wechselte Varga zu Paksi SE, wo er mit 26 Treffern Torschützenkönig in Ungarn wurde. Nach einem Jahr verpflichtete ihn im Sommer 2023 der Rekordmeister Ferencváros Budapest. In der anschließenden Saison 2023/24 bestritt Varga verletzungsbedingt nur 24 Ligaspiele für den Verein, wurde dabei mit 20 Treffern jedoch erneut Torschützenkönig der Liga und gewann mit der Mannschaft zudem die ungarische Meisterschaft.

### Nationalmannschaft
Varga debütierte im März 2023 in der EM-Qualifikation gegen Bulgarien für die ungarische Nationalmannschaft. Im Mai 2024 wurde er in den Kader für die Europameisterschaft 2024 berufen. Hier stieß er im letzten Spiel der Vorrunde bei einem Kopfball-Versuch mit dem gegnerischen Torhüter Angus Gunn zusammen. Dabei zog sich Varga eine Gehirnerschütterung sowie mehrere Knochenbrüche im Gesicht zu.

### Erfolge
- Torschützenkönig der ersten ungarischen Liga: 2022/23 (26 Tore), 2023/24 (20 Tore)
- Ungarischer Meister: 2024